# Onthophagus mundill
Onthophagus mundill é uma espécie de inseto do género Onthophagus, família Scarabaeidae, ordem Coleoptera.

## História
Foi descrita cientificamente por Matthews em 1972.